# Thomas Vere Hodgson

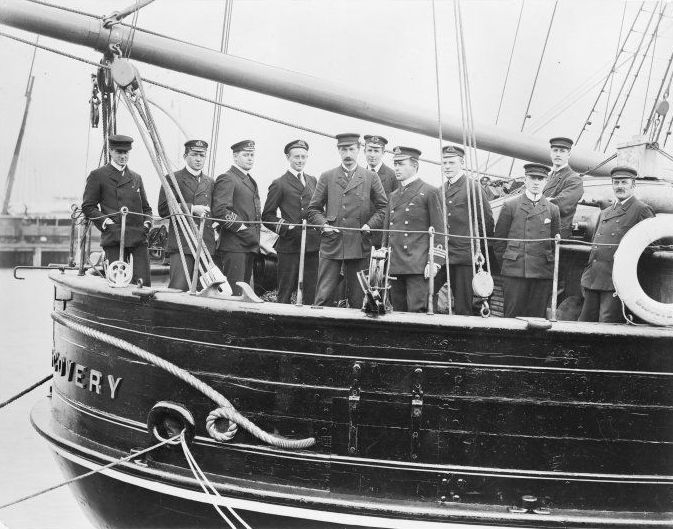
Thomas Vere Hodgson (ganz rechts) an Bord der Discovery (1901)

Thomas Vere Hodgson (* 19. Februar 1864 in Erdington, Warwickshire; † 3. Mai 1926 in Plympton, Devon) war ein britischer Meeresbiologe und Teilnehmer an der Discovery-Expedition (1901–1904) des britischen Polarforschers Robert Falcon Scott in die Antarktis.

## Leben
Hodgson war der Sohn des Rechtsanwalts Charles Bray Hodgson (1838–1890) und dessen Frau Jane Vere Lucy (1843–1916). Seine berufliche Laufbahn begann im Bankwesen, bevor er nach einem Biologiestudium Mitarbeiter der Marine Biological Association of the United Kingdom in Plymouth wurde. Dort wertete er unter anderem die biologischen Proben der Southern-Cross-Expedition (1898–1900) aus, bevor er mit 37 Jahren als einer der älteren Mitglieder zur Mannschaft der Discovery-Expedition stieß, einer Forschungsfahrt der Royal Society und der Royal Geographical Society zur allgemeinwissenschaftlichen und geographischen Erkundung der antarktischen Rossmeerregion. Bei dieser Reise legte er eine große biologische Sammlung an und war an mehreren Schlittenexkursionen beteiligt. Für seine Verdienst um die Expedition wurde er mit der silbernen Polar Medal ausgezeichnet.
Nach seiner Rückkehr aus der Antarktis wurde Hodgson Kurator des Plymouth Museum and Art Gallery und eine Kapazität auf dem Gebiet des Porzellans. Am 14. März 1914 heiratete er Ann Joanna Himing. Hodgson starb 1926 im Alter von 62 Jahren. Ihm zu Ehren trägt das Kap Hodgson in der Antarktis seinen Namen.